# Zima (miasto)
Zima (ros. Зима) – miasto w Rosji w obwodzie irkuckim na Syberii na szlaku kolei transsyberyjskiej.
Założona w 1743, prawa miejskie od 1922. Ludność 32,5 tys. (2011). Ważna stacja na trasie Kolei Transsyberyjskiej, zakłady naprawy wagonów i lokomotyw. Fabryki: drewna, kalafonii, chemiczna, cegielnia.